# Austin a Ally (1. řada)
První řada amerického komediálního seriálu Austin a Ally se na Disney Channel vysílala od 2. prosince 2011 do 9. září 2012. V Česku se poprvé začala vysílat 11. května 2013 a skončila 4. dubna 2014.
Seriál pojednává o Austinovi Moonovi, extrovertnímu zpěvákovi a o brilantní, ale plaché skladatelce písní Ally Dawsonové. Spolu s kamarády Trish a Dezem se snaží Austina představit jako zpěváka celému světu.
První řada obsahuje celkem 19 epizod.

## Obsazení

### Hlavní postavy
- Ross Lynch jako Austin Moon (19 epizod)
- Laura Marano jako Ally Dawson (19 epizod)
- Raini Rodriguez jako Trish de la Rosa (19 epizod)
- Calum Worthy jako Dez (19 epizod)

## Seznam dílů
| Č. v seriálu | Č. v řadě | Název                         | Český název                   | Režie                 | Scénář                           | Premiéra v USA    | Premiéra v ČR      | Prod. kód |
| --- | --------- | ----------------------------- | ----------------------------- | --------------------- | -------------------------------- | ----------------- | ------------------ | --------- |
| 1 | 1         | Rockers & Writers             | Rockeři a skladatelky         | Shelley Jensen        | Kevin Kopelow a Heath Seifert    | 2. prosince 2011  | 11. května 2013    | 101       |
| Austin Moon, který se touží stát hudební senzací si trochu nevědomky "vypůjčí" píseň nadějné, ale ustrašené Ally Dawsonové. Její nejlepší kamarádka Trish ji přesvědčuje, aby od Austina požadovala zásluhy za svou píseň, ale Austin odmítne. Když má ale do dalšího dne napsat novou píseň, musí s prosbou za Ally. Stává se z nich tvůrčí tým s manažerkou Trish a režisérem hudebních videí - Dezem, Austinovým nejlepším kamarádem. Píseň: „Double Take,“ „Break Down the Walls“ |           |                               |                               |                       |                                  |                   |                    |           |
| 2 | 2         | Kangaroos & Chaos             | Klokani a zmatek              | Shelley Jensen        | Kevin Kopelow a Heath Seifert    | 4. prosince 2011  | 11. května 2013    | 102       |
| Po měsíci bez nové písničky začíná být Austin nervózní, že lidé zapomínají, kdo je. Ally ale novou píseň nestíhá napsat. Když konečně novou napíše, její rukopis zmátne Trish a Deze natolik, že objednají náhodné věci k natáčení klipu - například klokana, který v Sonic Boom způsobí obrovský zmatek. Nakonec se s malou Trishinou lží podaří zaplatit škody i získat pro Austina jeho zaslouženou slávu. Píseň: „A Billion Hits“                                                 |           |                               |                               |                       |                                  |                   |                    |           |
| 3 | 3         | Secrets & Songbooks           | Tajemství a pomsta            | Shelley Jensen        | Eric Friedman                    | 11. prosince 2011 | 18. května 2013    | 103       |
| Ally ztratí svůj blok, který je ale zároveň i jejím tajným deníkem. Najdou ho Dez a Austin a přečtou si ho. Austin si myslí, že je do něj Ally zamilovaná a snaží se jí vyhýbat. Ally ale kouká po Dallasovi a když zjistí, že Austin četl v jejím bloku, Trish ji poradí nejlepší řešení - pomstu. Píseň: „Not a Love Song“ |           |                               |                               |                       |                                  |                   |                    |           |
| 4 | 4         | Zaliens & Cloud Watchers      | Zetřelci a pozorovatelé mraků | Shelley Jensen        | Rick Nyholm                      | 8. ledna 2012     | 25. května 2013    | 105       |
| Ally napíše skvělou píseň, která má být o Austinovi, ale ten zjistí, že o něm vůbec není. Oba se tak chtějí více poznat, což jen vede k dalším problémům. Trish a Dez, kteří spolu nikdy moc nevycházeli zjišťují, že je spojuje vášěn k filmovému žánru. Austin a Ally souhlasí, že jejich rozdílnosti je dělají lepšími hudebními partnery. Píseň: „It's Me, It's You“ |           |                               |                               |                       |                                  |                   |                    |           |
| 5 | 5         | Bloggers & Butterflies        | Zlá holka                     | Shelley Jensen        | Kevin Kopelow a Heath Seifert    | 15. ledna 2012    | 1. června 2013     | 104       |
| Když na Austina začínají vyplavávat nepěkné drby, všichni se snaží, aby to neohrožovalo jeho kariéru. Jenže všechno zajde až do takové míry, kdy je potřeba odhalit původce drbů - Tilly. Z ní nakonec vypadne, že ten, koho nesnáší, není Austin, ale Ally. Kvůli něčemu, co se stalo už před lety ve školce. Dez a Trish zatím pracují v restauraci se smaženými rybami. Píseň: „The Butterfly Song“                                                                                |           |                               |                               |                       |                                  |                   |                    |           |
| 6 | 6         | Tickets & Trashbags           | Na koho to slovo padne        | Adam Weissman         | Samantha Silver a Joey Manderino | 22. ledna 2012    | 29. června 2013    | 107       |
| Všichni jsou nadšení, když je Austin pozván na Mimské výroční ceny internetu, ale on s sebou může vzít jen jednoho společníka. Trish, Ally a Dez spolu soupeří a když Austin všem nedopatřením řekne, že je vezme, jsou velmi zklamaní a snaží se dostat na vyhlašování za každou cenu. Píseň: „Trash Talka“ |           |                               |                               |                       |                                  |                   |                    |           |
| 7 | 7         | Managers & Meatballs          | Manažeři                      | Adam Weissman         | Wayne Conley                     | 29. ledna 2012    | 20. července 2013  | 108       |
| Přátelství mezi Trish, Ally, Dezem a Austinem je postaveno před velkou zkoušku, když se objeví nová manažerka Demonica Dixon. Ta se sice snaží dostat Austina na další úroveň v jeho kariéře, ovšem vědomě přitom vráží klíny mezi něj a jeho nejlepší přátele. Všichni se nakonec společně rozhodnou dát Demonice lekci jejími vlastními metodami. Píseň: „Better Together“ |           |                               |                               |                       |                                  |                   |                    |           |
| 8 | 8         | Club Owners & Quinceaneras    | Dárky a kouzla                | Eric Dean Seaton      | Samantha Silver a Joey Manderino | 19. února 2012    | 10. srpna 2013     | 109       |
| Trish má quinceaneru a její párty se má konat v Emiliově klubu. Austin chce na večírku zazpívat a zkusit získat u Emilia v klubu angažmá. Mezitím ale musí učit Ally tančit, protože ona si chce zatančit s Dallasem. Dez zatím pro Trish připravuje překvapení. |           |                               |                               |                       |                                  |                   |                    |           |
| 9 | 9         | Deejays & Demos               | Živě z pláže                  | Roger S. Christiansen | Steve Freeman a Aaron Ho         | 26. února 2012    | 2. září 2013       | 111       |
| Austin se rozhodne, že je na čase, aby Ally dostala své zásluhy, a tak využije její tajné nahrávky a pustí ji v rádiu. Když se ale všichni začnou ptát, kdo je tajemná Ally Dawsonová, musí veřejnosti pod jejím jménem představit Trish. S Dezem zatím cloumá hypnóza, který situaci dokaže parádně zkomplikovat. Píseň: „You Don't See Me“ |           |                               |                               |                       |                                  |                   |                    |           |
| 10 | 10        | World Records & Work Wreckers | Rekordy a padáky              | Phill Lewis           | Kevin Kopelow a Heath Seifert    | 4. března 2012    | 2. září 2013       | 113       |
| Ally nedopatřením zaměstná Dallase, což v době krize nesmí zjistit její táta. Naneštěstí Dallas je neuvěřitelné střevo, a tak ho ještě ke všemu bude muset vyhodit. Jeho původní místo ale získala mezitím Trish. Austin a Dez se zatím snaží pokořit různě světové rekordy. |           |                               |                               |                       |                                  |                   |                    |           |
| 11 | 11        | Songwriting & Starfish        | Píseň z mrazáku               | Eric Dean Seaton      | Eric Friedman                    | 11. března 2012   | 14. září 2013      | 110       |
| Austin se těší na účinkování na Hot Summer Jam Contest, ale Ally nemá inspiraci pro psaní textu. Když se vše nakonec podaří, hloupé nálady přivedou Austina, Ally, Trish i Deze na policejní stanici a jediná možnost, jak se na Contest dostat je strážníka využít v kapele. Píseň: „Heard It on the Radio“ |           |                               |                               |                       |                                  |                   |                    |           |
| 12 | 12        | Soups & Stars                 | Polévky od Suzy               | Shannon Flynn         | Wayne Conley                     | 25. března 2012   | 12. října 2013     | 115       |
| V polévkárně slečny Suzy, kde pracuje Trish Ally nedopatřením zajistí příšernou reklamu, což znamená, že slečna Suzy, její bývalá učitelka, musí polévkárnu zavřít. Ally se tak s ostatními snaží natočit novou skvělou reklamu, která přiláká zpět zákazníky a jí zajistí zlatou hvězdičku, po které už od školy prahne. |           |                               |                               |                       |                                  |                   |                    |           |
| 13 | 13        | Burglaries & Boobytraps       | Past na zloděje               | Shelley Jensen        | Aaron Ho a Steve Freeman         | 15. dubna 2012    | 19. října 2013     | 106       |
| Když se v obchoďáku začne krást, všechny šokuje, že na záznamech kytaru ze Sonic Boom bere Austin. Vše ale není tak, jak se zdá a Ally s Trish chtějí zjistit, jaká je opravdová skutečnost. |           |                               |                               |                       |                                  |                   |                    |           |
| 14 | 14        | myTAB & My Pet                | myTAB a papoušek              | Phill Lewis           | Rick Nyholm                      | 22. dubna 2012    | 2. listopadu 2013  | 114       |
| Všichni chtějí nový myTAB,a tak proto dělají vše. Místo ve frontě má držet Owen, Allyin papoušek, ale Austin ho nedopatřením vypustí. Začíná běh o to, najít Owena dřív, než to zjistí Ally. Píseň: „Not a Love Song“ (akustická verze) |           |                               |                               |                       |                                  |                   |                    |           |
| 15 | 15        | Filmmaking & Fear Breaking    | Nepřítel slunečník            | Roger S. Christiansen | Rick Nyholm                      | 20. května 2012   | 13. listopadu 2013 | 112       |
| Dez chystá natáčení filmu "Klepeta", kde obsadil Austina do hlavní role. Vychází ale najevo, že Austin má strach ze slunečníků. Paradoxně mu ho pomáhá překonat ustrašená Ally. Trish zatím Deze otravuje, protože chce větší a výraznější roli. |           |                               |                               |                       |                                  |                   |                    |           |
| 16 | 16        | Diners & Daters               | Rande a písně                 | Shelley Jensen        | Aaron Ho a Steve Freeman         | 17. června 2012   | 30. listopadu 2013 | 116       |
| Austin se zamiluje do Cassidy, ale ta ho odmítá. Pokusí se proto získat práci v Melody Makers, aby jí byl nablízku, ale stejně tím Cassidy nemůže získat, protože odjíždí s kapelou do Los Angeles. Dez se zatím snaží zbavit Mindy, protože se na něj nalepila. Píseň: „Heart Beat,“ „Double Take,“ „Billion Hits,“ „Not a Love Song“ |           |                               |                               |                       |                                  |                   |                    |           |
| 17 | 17        | Everglades & Allygators       | Prázdniny a Allygátoři        | Shelley Jensen        | Clay Lapari                      | 15. července 2012 | 21. prosince 2013  | 119       |
| Austin má vystoupit na letním festivalu Shiny Moneyho, ale Ally ještě nemá složenou píseň. Rozhodnou se proto pracovat na Shinyho lodi, kde je ale neustále ruší Dez a Trish, kteří točí dokument o Velké mámě. Píseň: „Na, Na, Na (The Summer Song)“ |           |                               |                               |                       |                                  |                   |                    |           |
| 18 | 18        | Successes & Setbacks          | Smlouva a uzlíky              | Shelley Jensen        | Samantha Silver a Joey Manderino | 19. srpna 2012    | 7. prosince 2013   | 117       |
| Austin má možnost získat úžasnou smlouvu s vydavatelstvím, když ale celou noc trénuje, ztratí hlas. Lékař zjistí, že má uzlíky na hlasivkách. Musí se rozhodnout, jestli podstoupit riskantní operaci a získat nebo ztratit vše, nebo vstoupit do rodinného bussinessu s matracemi. Píseň: „The Way That You Do“ |           |                               |                               |                       |                                  |                   |                    |           |
| 19 | 19        | Albums & Auditions            | Křty a konkurzy               | Eric Dean Seaton      | Heath Seifert a Kevin Kopelow    | 9. září 2012      | 4. dubna 2014      | 118       |
| Austinova kariéra je na vzestupu, má před vydáním prvního alba a navíc s jeho, Trishinou a Dezovou pomocí se Ally dostala na prestižní hudební školu. Jenže do New Yorku. Všichni jsou zničení a odmítají si připustit, že je Ally opustí. Ally se musí rozhodnout, jestli jít za svým snem, nebo zůstat s kamarády. Na křtu alba si Ally během slideshow společných momentů uvědomí, že svůj sen už žije a zůstává v Miami. Píseň: „Illusion“                                        |           |                               |                               |                       |                                  |                   |                    |           |